# Svatý Mikuláš
Svatý Mikuláš (en allemand : Sankt Nikolei) est une commune du district de Kutná Hora, dans la région de Bohême-Centrale, en République tchèque. Sa population s'élevait à 875 habitants en 2020.

## Géographie
Svatý Mikuláš se trouve à 8 km au nord-est de Kutná Hora et à 66 km à l'est de Prague.
La commune est limitée par Veletov et Týnec nad Labem au nord, par Záboří nad Labem à l'est, par Rohozec et Církvice au sud, et par Nové Dvory et Starý Kolín à l'ouest. Une section séparée de la commune est limitée par Kobylnice et Bernardov au nord, par Horusice à l'est et au sud-est, par Rohozec au sud-ouest, et par Záboří nad Labem à l'ouest.

## Histoire
La première mention écrite de la localité date de 1307.

## Administration
La commune se compose de quatre quartiers :
- Svatý Mikuláš
- Lišice
- Sulovice
- Svatá Kateřina

## Patrimoine
Le palais de Kačina construit au début du XIXe siècle :

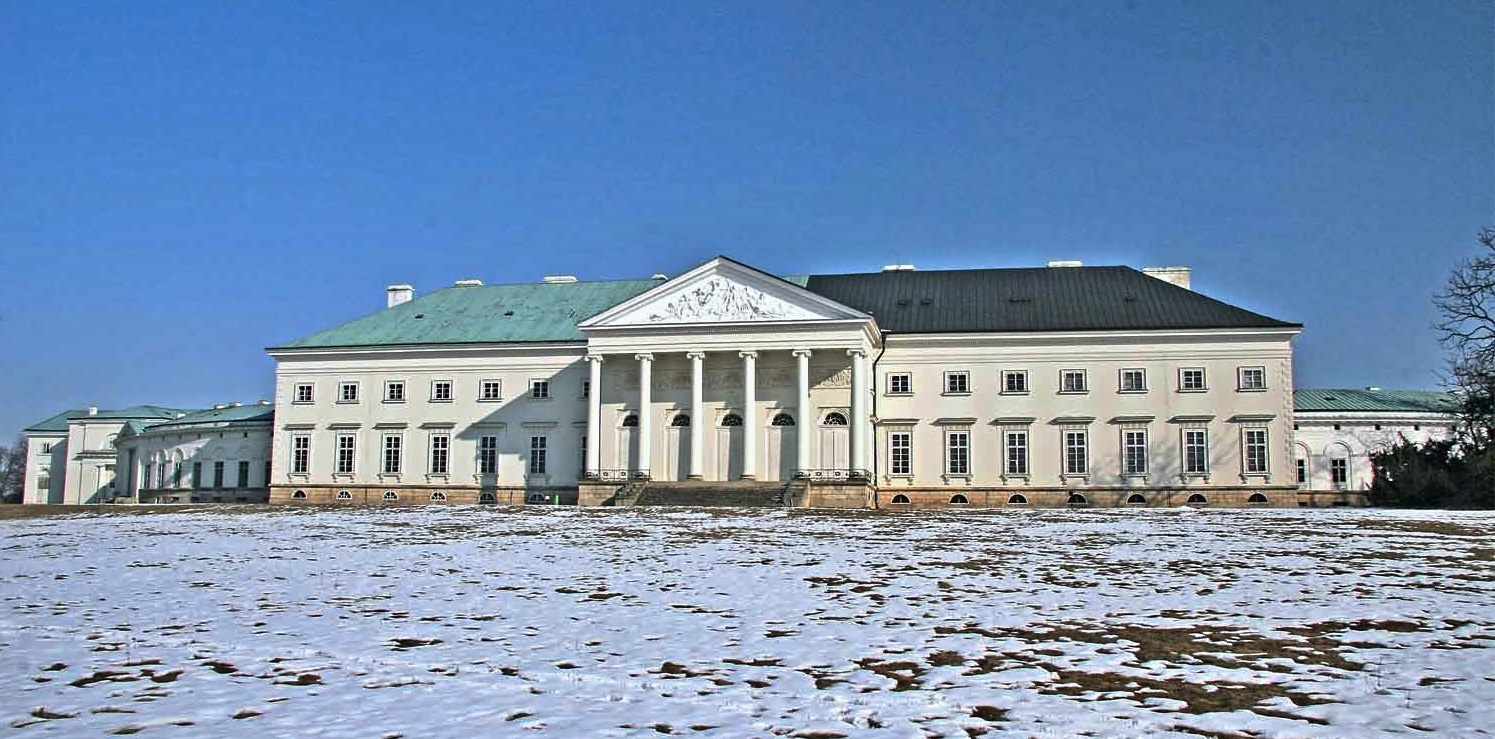
Palais de Kačina : la façade.
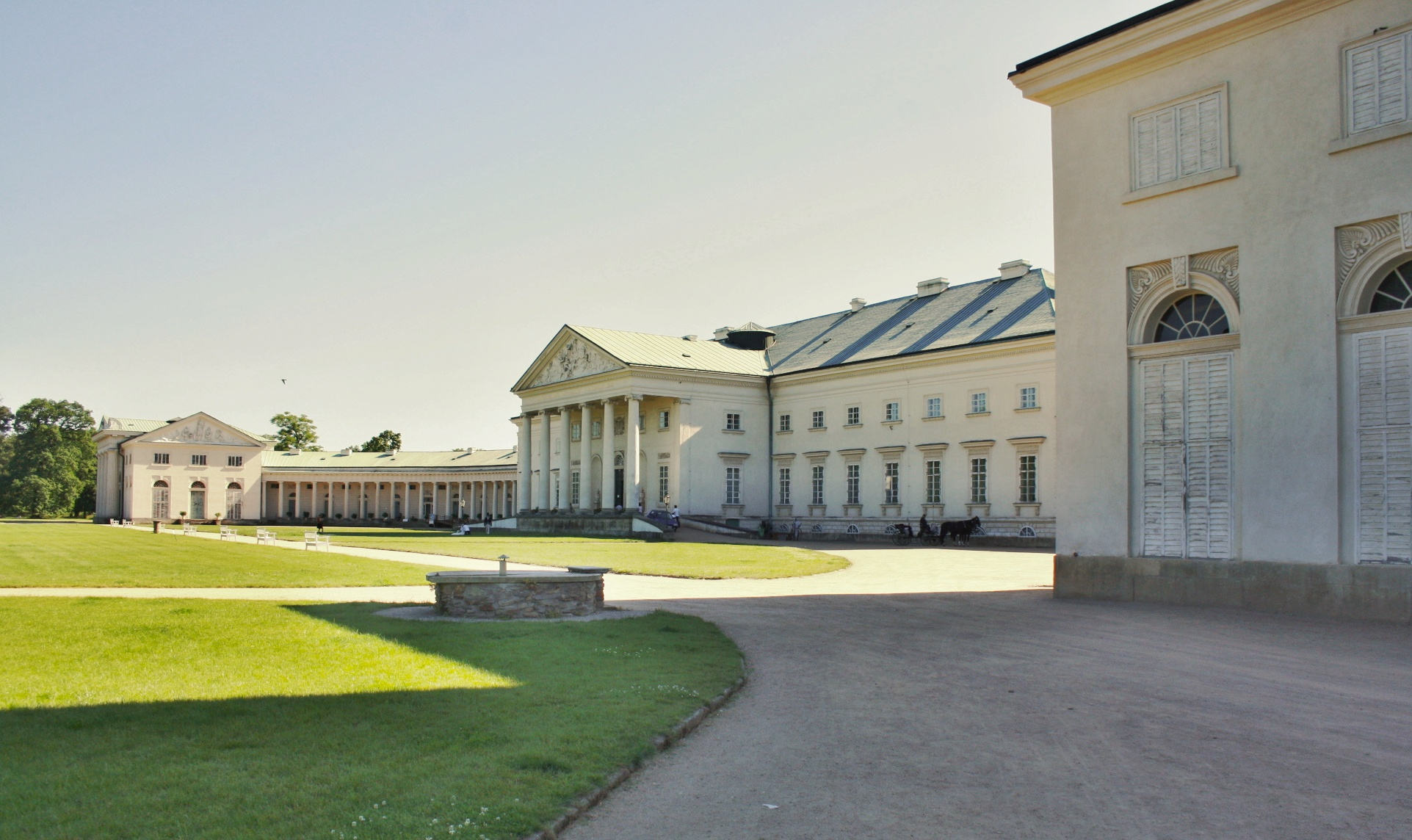
Palais de Kačina : façade, vue de côté.